# Marianne Gossweiler
Marianne Gossweiler (Schaffhausen, 15 de mayo de 1943) es una jinete suiza que compitió en la modalidad de doma.
Participó en dos Juegos Olímpicos de Verano en los años 1964 y 1968, obteniendo dos medallas, plata en Tokio 1964 y bronce en México 1968. Ganó una medalla en el Campeonato Mundial de Doma de 1966, y dos medallas en el Campeonato Europeo de Doma en los años 1965 y 1967.

## Palmarés internacional
| Juegos Olímpicos   | Juegos Olímpicos          | Juegos Olímpicos  | Juegos Olímpicos |
| Año                | Lugar                     | Medalla           | Categoría        |
| ------------------ | ------------------------- | ----------------- | ---------------- |
| 1964               | Tokio (Japón)             | Medalla de plata  | Por equipos      |
| 1968               | Ciudad de México (México) | Medalla de bronce | Por equipos      |
| Campeonato Mundial |                           |                   |                  |
| Año                | Lugar                     | Medalla           | Categoría        |
| 1966               | Berna (Suiza)             | Medalla de plata  | Por equipos      |
| Campeonato Europeo |                           |                   |                  |
| Año                | Lugar                     | Medalla           | Categoría        |
| 1965               | Copenhague (Dinamarca)    | Medalla de plata  | Por equipos      |
| 1967               | Aquisgrán (RFA)           | Medalla de bronce | Por equipos      |